# Marija Krasawina

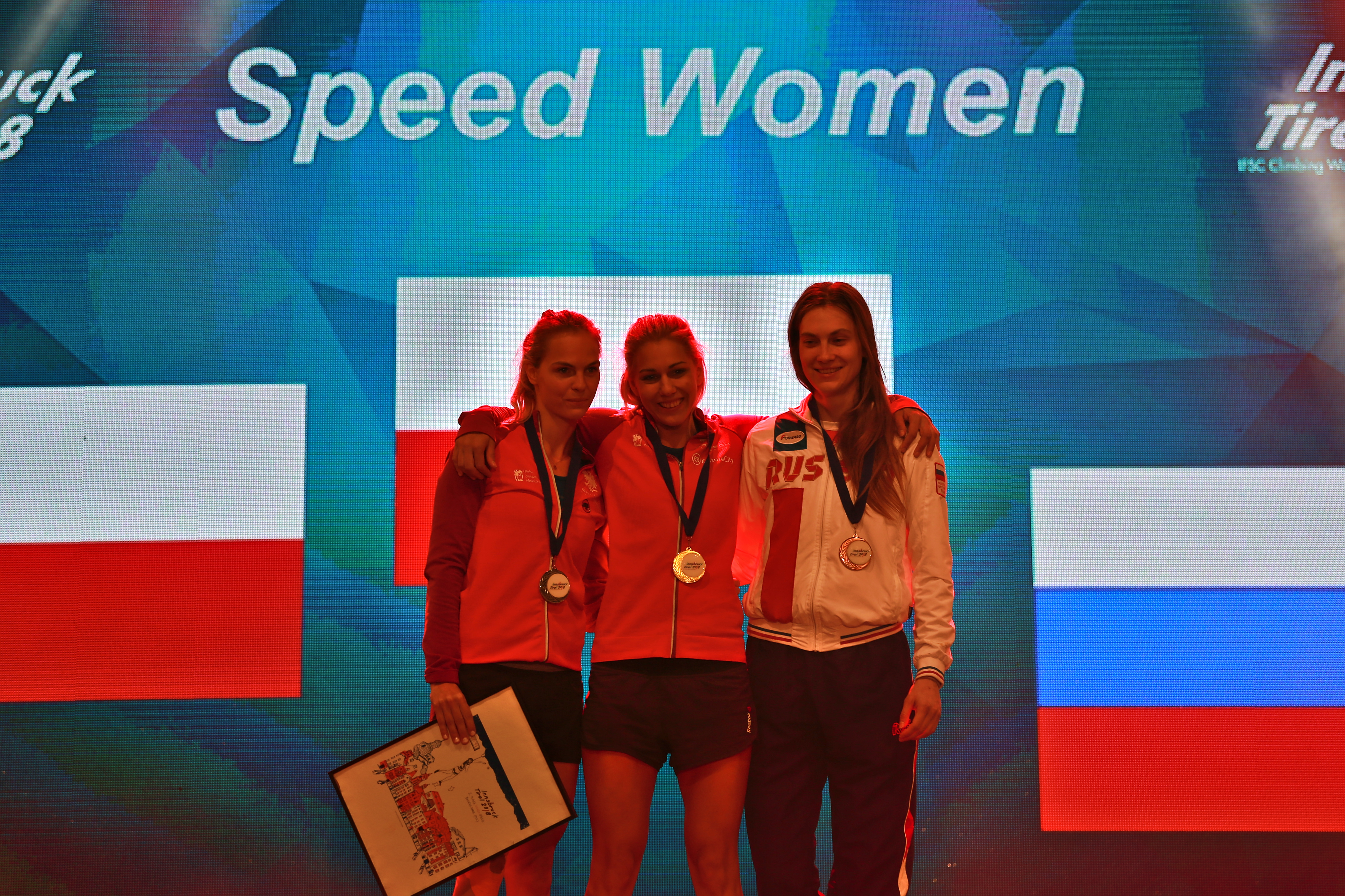
Innsbruck 2018. Podium na szybkość. Od lewej stoją; Anna Brożek (2 m.), Aleksandra Mirosław (1 m.) oraz Marija Krasawina (3 m.)

Marija Krasawina (ros. Мария Красавина; ur. 3 sierpnia 1990) – rosyjska wspinaczka sportowa, specjalizująca się we wspinaczce na szybkość. Mistrzyni świata z 2011, rekordzista świata we wspinaczce na szybkość z wynikiem 7,53 sekundy.

## Kariera sportowa
W  2011 we włoskim Arco wywalczyła tytuł mistrzyni świata na słynnych ścianach wspinaczkowych, gdzie corocznie odbywa się festiwal wspinaczkowy Rock Master, na który jest zapraszana przez organizatora zawodów. Wielokrotna medalistka tych zawodów wspinaczkowych.
Na mistrzostwach świata w Innsbrucku w 2018, gdzie zdobyła brązowy medal, stoczył szereg pojedynków w duelu z Polkami. We wspinaczce półfinałowej przegrała z Anną Brożek, ponieważ popełniła falstart, a w walce o brązowy medal wygrała z Aleksandrą Kałucką. W tym przypadku to Polka popełniła falstart, a Kasawina od organizatorów otrzymała tzw. "dziką kartę" czyli "dostała" brązowy medal bez walki na ścianie z przeciwniczką.
Uczestniczka, medalista World Games we wspinaczce na szybkość; srebrna medalistka z 2013 z Cali, a we Wrocławiu w 2017 zajęła czwarte miejsce.

## Osiągnięcia

### Mistrzostwa świata
| Konkurencje      | 2011 | 2012 | 2014 | 2018 | 2019 |
| Wsp. na szybkość | 1    | 12   | 5    | 3    | 6    |

### World Games
| Konkurencje      | 2013 | 2017 |
| Wsp. na szybkość | 2    | 4    |

### Mistrzostwa Europy
| Konkurencje      | 2013 | 2015 | 2017 | 2019 |
| Wsp. na szybkość | 7    | 3    | 4    | 2    |

### Rock Master
| Konkurencje      | 2012 | 2013 | 2014 | 2018 |
| Wsp. na szybkość | 6    | 2    | 3    | 2    |